# 菲利普·达顿
菲利普·达顿（英語：Phillip Dutton，1963年9月13日—），澳大利亚和美国男子马术运动员。他曾代表澳大利亚和美国参加1996年、2000年、2004年、2008年、2012年、2016年和2020年夏季奥林匹克运动会马术比赛，获得二枚金牌和一枚铜牌。